# Ptyelus grossus
Ptyelus grossus är en insektsart som först beskrevs av Fabricius 1781.  Ptyelus grossus ingår i släktet Ptyelus och familjen spottstritar. Inga underarter finns listade i Catalogue of Life.

## Bildgalleri

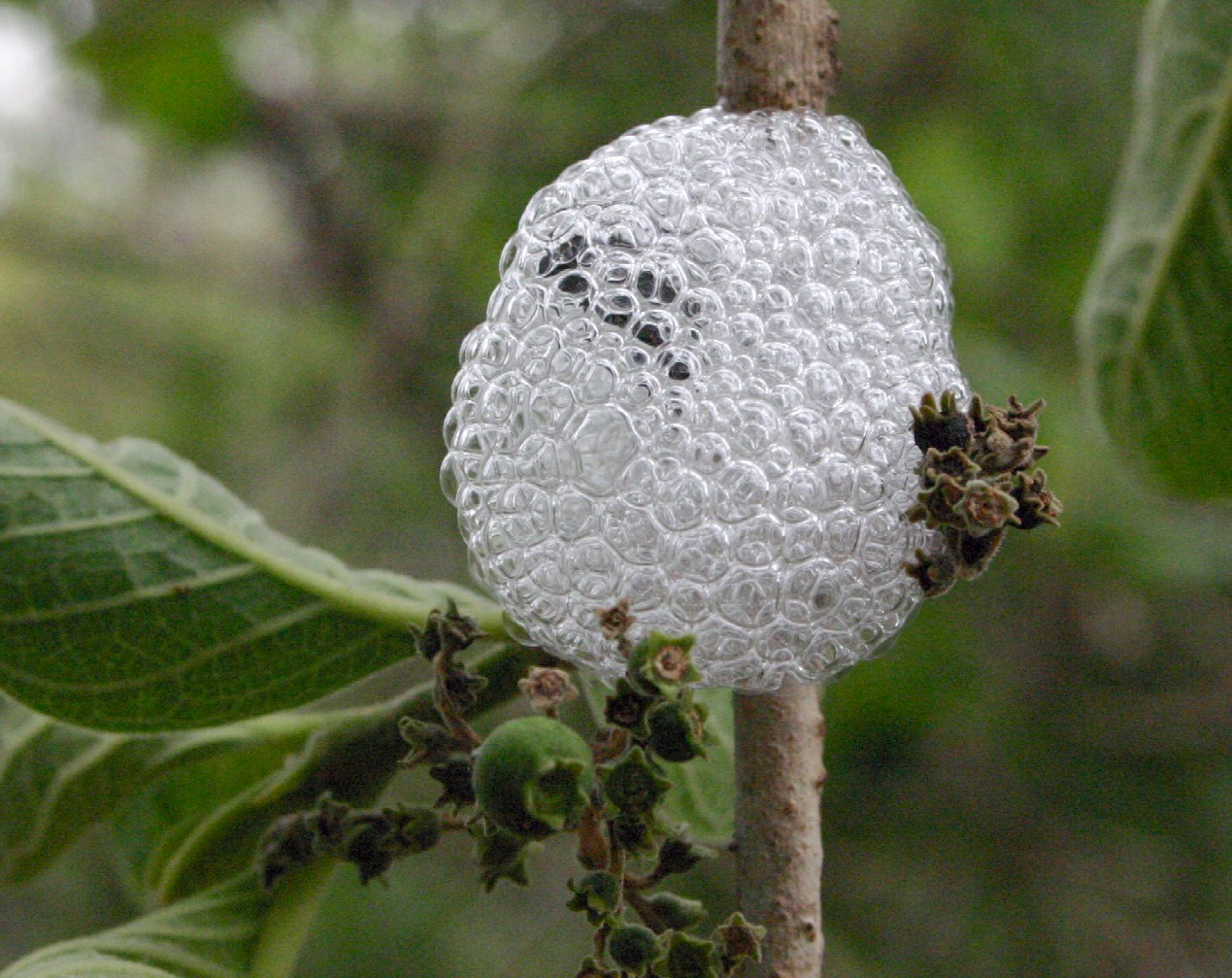
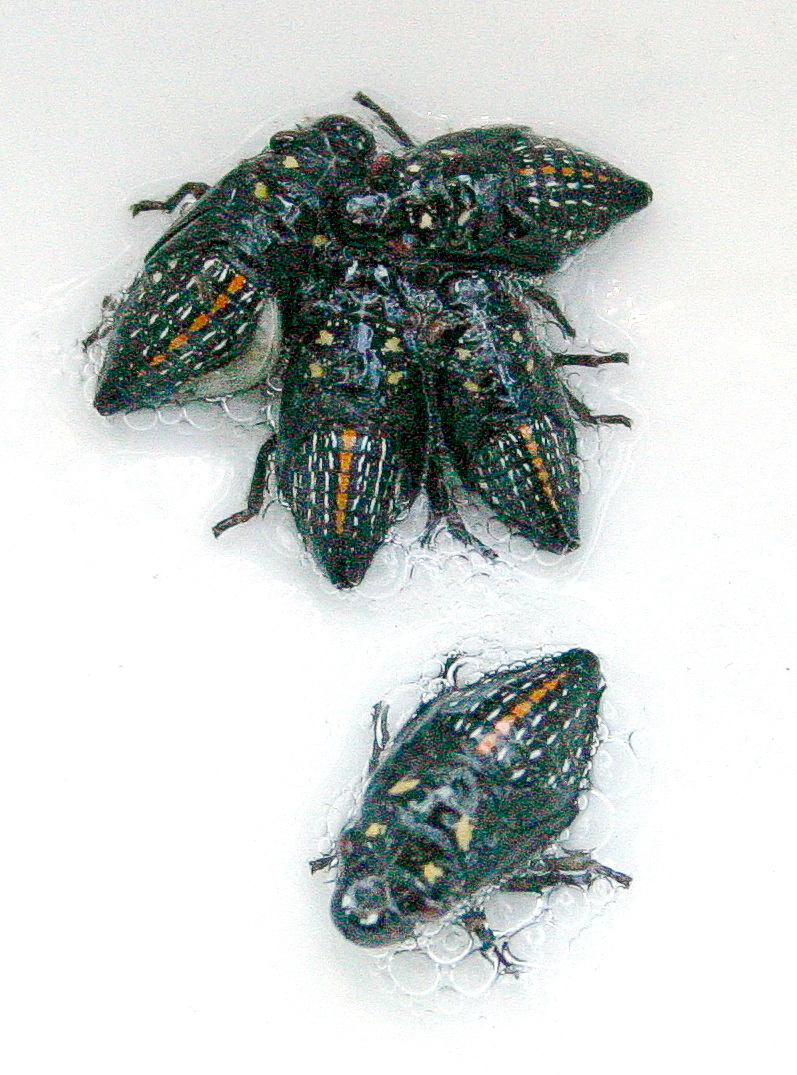